# Ludmila Engquist
Ludmila Engquist (geb. russisch Людмила Викторовна Леонова, Ljudmila Wiktorowna Leonowa, verheiratete Нарожиленко – Naroschilenko, engl. Transkription Lyudmila Narozhilenko-Leonova; * 21. April 1964 in Kriuscha, Oblast Tambow, Sowjetunion) ist eine ehemalige schwedische Hürdenläuferin und Bobfahrerin russischer Herkunft.

## Erfolge für Russland
Ihren ersten größeren Erfolg hatte sie 1986 in Brjansk, wo sie den 100-Meter-Hürdenlauf in 13,41 s lief. 1991 holte sie sich Gold bei den Leichtathletik-Weltmeisterschaften in Tokio und lief 1992 in Sevilla eine persönliche Bestzeit von 12,26 s.
1993 erhielt sie eine vierjährige Sperre wegen unerlaubten Dopings, die allerdings 1995 vorzeitig aufgehoben wurde, als der Verdacht aufkam, dass ihr damaliger Ehemann Nikolai Naroschilenko, von dem sie sich 1992 hatte scheiden lassen, ihr die Steroide ohne ihr Wissen verabreicht hatte, getarnt als Vitaminpillen.

## Schweden
Vor den Olympischen Spielen 1996 in Atlanta bekam sie die schwedische Staatsbürgerschaft.
In Atlanta wurde sie bei den 100 m Hürden Olympiasiegerin vor der Slowenin Brigita Bukovec und der Französin Patricia Girard. Für diese Leistung wählten sie die Hörer von Sveriges Radio zum Gewinner den Radiosportens Jerringpris. Sie gewann 1997 bei den Weltmeisterschaften in Athen den Titel, wofür sie auch mit der Svenska-Dagbladet-Goldmedaille geehrt wurde.
Die Karriere der in Schweden wie eine Nationalheldin gefeierten Engquist bekam danach einen Knick, da bei ihr Brustkrebs festgestellt wurde und eine Brust amputiert werden musste. Trotzdem kämpfte sie sich noch einmal an die Spitze und wurde bei den Leichtathletik-Weltmeisterschaften 1999 in Sevilla Dritte und wurde erneut mit dem Radiosportens Jerringpris geehrt. Wegen einer Knöchelverletzung beendete sie 2000 ihre Leichtathletikkarriere und wechselte zum Bobsport mit dem Ziel, sich für die Olympischen Spiele 2022 zu qualifizieren.

### Wintersport
2001 beendete sie als Siebte den Weltcup im Bobfahren im Olympic Park in Utah. Beim Weltcup in Lillehammer gab sie im Herbst 2001 einen positiven Test ab. Sie gestand das Doping ein und wurde für zwei Jahre gesperrt.

### Privates
Seit 2000 lebt sie mit ihrem zweiten Ehemann, dem Schweden Johan Engquist, in Spanien.